# Festung Norwegen
Festung Norwegen betegner Nazitysklands befæstningssystem i Norge under 2. verdenskrig. Den indgik i Atlantvolden, som strakte sig fra Biscayabugten mod syd til Rusland mod nord. Festung Norwegen skulle beskytte Norge mod invasion, men havde også baser med offensiv rolle. Festung Bergen var en vigtig del i det tyske forsvar af Norge, og havde til opgave at forsvare det centrale Vestlandet mod en allieret invasion.
Festung Norwegen vigtigste rolle var at beskytte Norge mod blokade fra havet og fungere som flådebase i Nordsøen og de arktiske områder og sikre forsyningen af jernmalm fra Sverige til Narvik.

## Atlantvolden
I forventning om en allieret invasion, var befæstningerne i Norge primært baseret på kystartilleri, men omfattede også luftværnsbatterier, kampvogns- og infanteristyrker. Der var 400.000 tyske tropper i Norge under besættelsen, hvoraf en stor del var dedikeret til forsvaret af Atlantvoldens nordlige flanke.
Festung Norwegen omfattede oprindeligt hele Norges kyststrækninger, fra Oslofjorden rundt om den sydlige kyst og op mod grænsen til Sovjetunionen. En del af invasionsplanen for Norge omfattede den øjeblikkelige indsættelse af tyske kystartillerister i de norske batterier, omkring hovedbyerne Horten, Kristiansand, Stavanger, Bergen,
Trondheim og Narvik.

## Kystbatterier
Et omfattende netværk af kystartilleribatterier med tungt (>15,5 cm), medium (12-15,5 cm) og let (<12 cm) skyts blev opstillet rundt på hele kysten. Disse blev typisk placeret således, at de dækkede adgangen til de vigtigste befolkningscentre og sandsynlige landgangssteder. Batterierne var også generøst udstyret med nærkampsvåben, såsom maskingeværer og håndvåben. Ved krigens afslutning var der 221 batterier langs kysten under enten Kriegsmarine eller Heer (den den tyske hær (1935-1945). Der var også luftværnsartilleri ( Marine Flak ) batterier i Kristiansand, Bergen, Trondheim, Bogen og Harstad; disse var bevæbnet med 88 mm skyts. De kampvogne, der var til rådighed for det tyske forsvar, var Panzer III s (50 mm L60 og 75 mm L24) og Sturmgeschütz III s (75 mm L48). Fjell fæstning med dens treløbede 28 cm SK C/34 flådekanontårn, taget fra slagkrydseren Gneisenau, blev anset for en af de stærkeste fæstninger i Nordeuropa.
Austrått Fort, Møvik Fort, Fjell fæstning, Batterie Dietl og Trondenes Fort var blandt de største batterier som blev etableret langs Atlantvolden, den tyske forsvarslinje mod havet.

## Efterspil
Krigen sluttede uden at nogen af fæstningsværkerne i Norge kom i aktion. Fæstningerne holdt nogle tyske tropper væk fra hovedslagene på det europæiske fastland. Den britiske Operation Fortitude North var designet til at bilde tyskerne ind, at de i 1944 havde til hensigt at invadere Norge, såvel som Pas-de-Calais, for at holde deres tropper væk fra Normandiets strande.
Cirka 350.000 tyske soldater og civilansatte blev bundet i Norge, hvor der ikke skete noget afgørende for krigens udfald. Det havde sandsynligvis en stor militær værdi for briterne og deres alliererede.